# Indianópolis (Paraná)
Indianópolis is een gemeente in de Braziliaanse deelstaat Paraná. De gemeente telt 4.258 inwoners (schatting 2009).